# Souvenir de Florence

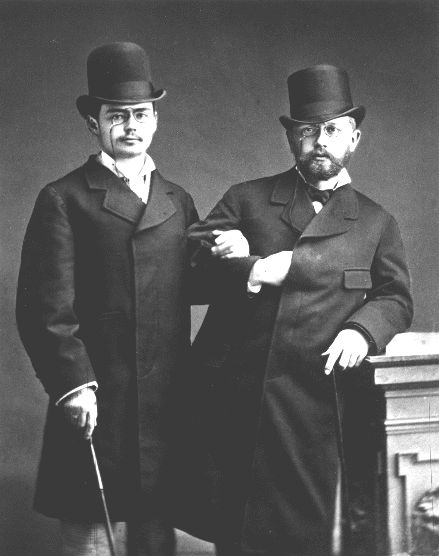
Iosif Kotek e Pyotr Ilyich Tchaikovsky.

O sexteto de cordas Souvenir de Florence (Воспоминание о Флоренции, em russo) em Ré menor, op. 70, foi escrito pelo compositor Piotr Ilitch Tchaikovski entre junho e julho de 1890 e revisto entre dezembro de 1891 e janeiro de 1892.
A versão revista teve sua estréia em São Petersburgo, Rússia, em 6 de dezembro de 1892, e foi dedicado à  Sociedade de música de câmara de São Petersburgo.

## Movimentos
1. Allegro con spirito
2. Adagio cantabile e con moto
3. Allegretto moderato
4. Allegro vivace

## Instrumentação
- 2 Violinos
- 2 Violas
- 2 Violoncelos

## Duração
O sexteto de cordas Souvenir de Florence dura aproximadamente 35 minutos.